# Krak

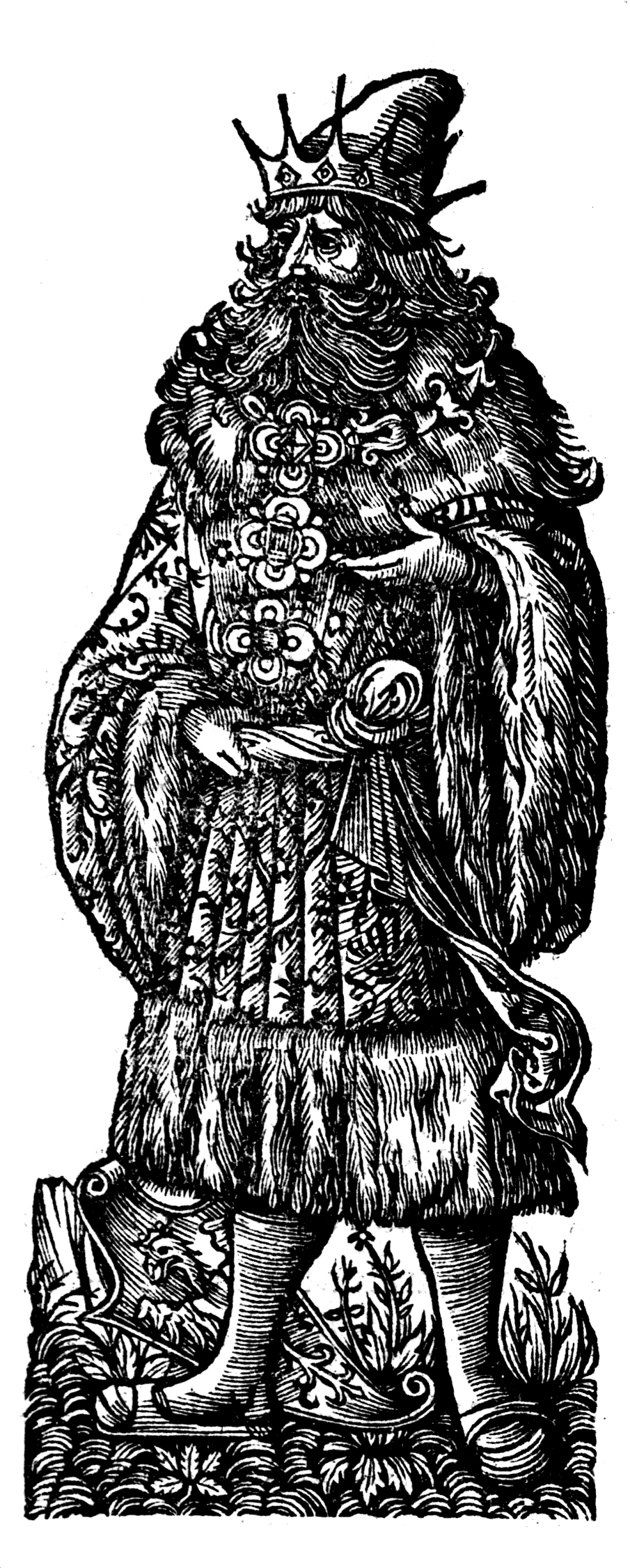
Krak

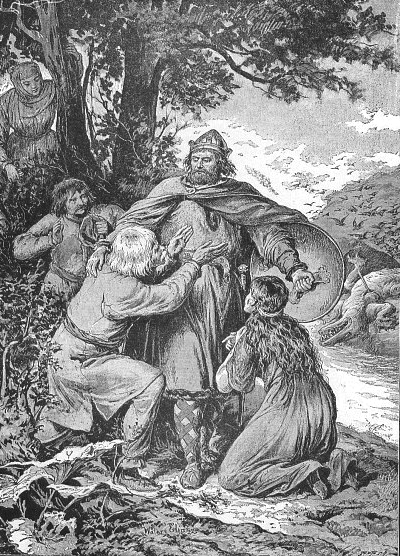
"Krak", Walery Eljasz-Radzikowski rajza (1841-1905)

Krak, Krakus vagy Grakch egy legendás lengyel fejedelem, Krakkó város alapítója és névadója, a lechiták törzsének uralkodója. Krakhoz kötik a Waweli-vár építésének megkezdését is. Az első írásos emlék Krak hercegről a Chronica seu originale regum et principum Poloniae kódexből, 1190-ből származik, itt Grakch-ként szerepelt.
Jacek Banaszkiewicz történész szerint a Krak név a pre-szláv nyelv krakula szóból származott, ami bírót, bírósági alkalmazottat jelentett. Más történészek szerint a Krak szó a tölgyfa szóból származik, ami az ősi szlávoknál szent fa volt. A nyelvészek a Krak személynevet a krakać ’károg’ ige származékáként a lengyel kruk ’holló’ szó régi nyelvjárási alakjának tartják (vö. még kasub kraka ’varjú’).
A legendák szerint Krakus fejedelem idején garázdálkodott Krakkó környékén a Wawel sárkánya, a legendás Smok Wawelski.
A Krakus-halom, amit a herceg temetkezési helyének véltek, nem tartalmaz semmilyen sírt, ezt egy 1934-38-as régészeti feltárás állapította meg. A halom 50 méter magas, a 8. és a 10. század között emelték, egy ősi temetkezési hely egyik eleme volt.

## Külső hivatkozások
- KRAK, Krakus, Gracchus, Grakch az encyklopedia.interia.pl - lengyelül
- Krak vagy Krakus? a historycy.org honlapon - lengyelül